# Société tunisienne d'acconage et de manutention
La Société tunisienne d'acconage et de manutention ou STAM est une société tunisienne fondée le 16 février 1961 et spécialisée dans la manutention portuaire et la gestion de ports tunisiens.

## Biographie
La STAM est présente dans la plupart des ports maritimes de commerce tunisiens, avec des agences à Bizerte, Radès, La Goulette, Sousse, Sfax, Gabès et Zarzis.
Elle s'occupe de 69 % du tonnage global de marchandises qui passe par les ports de commerce maritimes tunisiens.

## Direction
Issam Jaouani est nommé PDG de la STAM en mai 2020.